# Лісовенко Віталій Васильович
Віталій Васильович Лісовенко (нар. 18 лютого 1972, село Житні Гори, Рокитнянський район, Київська область) — український економіст.
З 5 березня 2014 року — заступник Міністра фінансів України.

## Біографія
Народився в сім'ї службовця, майбутнього Секретаря ЦК КПУ, члена Політбюро ЦК КПУ Василя Лісовенка та вчительки Катерини Василівни. Закінчив середню школу в м. Чернігові.

## Освіта
Київський державний економічний університет, фінансово-економічний факультет (1994), економіст.
Кандидат економічних наук (2001). Кандидатська дисертація «Державний зовнішній борг України: оптимізація формування та управління».

## Трудова діяльність
- Серпень — грудень 1994 — провідний економіст відділу зв'язків з міжнародними фінансовими організаціями Управління зв'язків з міжнародними організаціями, грудень 1994 — січень 1996 — головний економіст відділу зовнішнього фінансування Головного управління обслуговування зовнішнього державного боргу, січень 1996 — серпень 1997 — заступник начальника Управління зовнішнього боргу — начальник відділу стратегії управління зовнішнім боргом, серпень 1997 — березень 2000 — начальник Управління зовнішнього боргу, березень 2000 — серпень 2001 — директор Департаменту державного боргу, серпень 2001 — лютий 2002 — заступник Державного секретаря[2][3], лютий — червень 2002 — перший заступник Державного секретаря Міністерства фінансів України[4][5].
- Червень 2002 — жовтень 2004 — віце-президент Чорноморського банку торгівлі і розвитку.
- Вересень 2004 — березень 2005 — керівник торговельно-економічної місії у складі Посольства України у Сполученому Королівстві Великої Британії та Північної Ірландії[6][7].
- Березень 2005 — серпень 2006 — заступник Міністра фінансів України[8][9].

Заступник директора у раді директорів Чорноморського банку торгівлі та розвитку (травень 2002 — травень 2003).
Навчання і стажування: Мічиганський університет (1993, США), Джорджтаунський університет (1997, США), Кеннеді-Вестерн університет (2001, США).
Державний службовець 4-го рангу (січень 2002), 3-го рангу (квітень 2002).